# Спомен-биста Јовану Гавриловићу у Београду
Спомен-биста Јовану Гавриловићу је споменик у Београду. Налази се на Калемегдану у општини Стари град.

## Опште карактеристике
Биста је подигнута 1893. године, подигло ју је „Учитељко удружење” Краљевине Србије, а израдио ју је српски вајар Петар Убавкић. Јован Гавриловић (Вуковар, 3. новембар 1796 — Београд, 29. јул 1877) је био историчар и политичар.